# Pipet

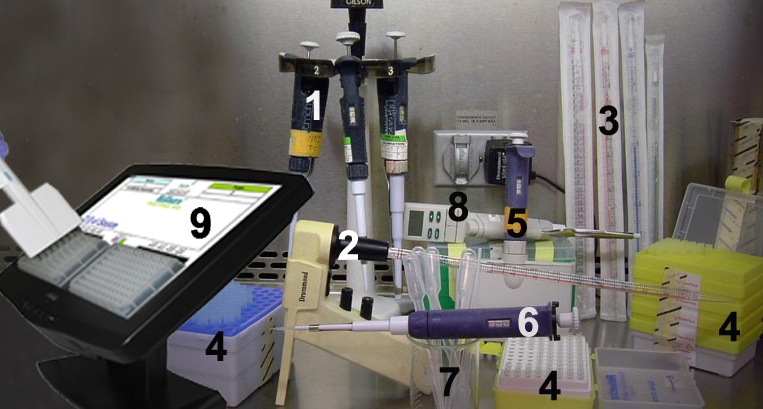
Các loại pipet và dụng cụ liên quan: 1) Pipet bán tự động, từ trái qua: 20–200μl, 2–20μl, 100–1000μl; 2) Pipet chia vạch và bộ lọc điện tử; 3) Pipet hút 25mL, 10mL, 5mL, và 2mL; 4) Đầu pipet dùng một lần dùng cho pipet bán tự động; 5) Pipet bán tự động 12 kênh dùng cho vi đĩa; 6) Pipet bán tự động 0,5–10μl chống bám dính; 7) Pipet co bóp; 8) Pipet tự động; 9) Hệ pipet sử dụng ánh sáng

Pipet hay ống hút là dụng cụ phòng thí nghiệm thông dụng trong hóa học, sinh học và y học, dùng để vận chuyển một thể tích chất lỏng. Có nhiều loại pipet với độ chụm và độ chính xác khác nhau tùy thuộc mục đích sử dụng.

## Lịch sử
Những chiếc pipet đơn giản đầu tiên được làm bằng thủy tinh là pipet Pasteur. Những chiếc pipet cỡ lớn hơn cũng dùng vật liệu thủy tinh; bên cạnh đó là loại pipet co bóp bằng nhựa dùng để lấy các thể tích không đòi hỏi độ chính xác.
Chiếc micropipet đầu tiên được cấp bằng sáng chế năm 1957 là của Tiến sĩ Heinrich Schnitger (Marburg, Đức). Micropipet bán tự động do Wisconsin phát minh, được tiếp tục phát triển bởi Warren Gilson và Henry Lardy, giáo sư hóa sinh tại Đại học Wisconsin-Madison.

## Các loại pipet thông dụng

### Micropipet xả hết bằng không khí

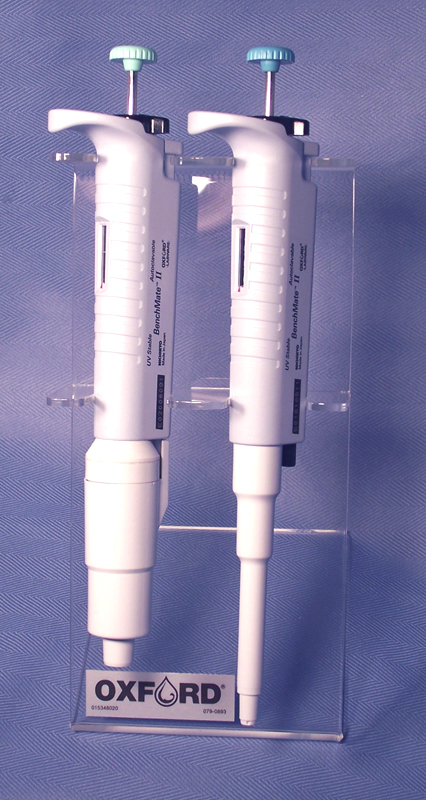
Pipet đơn kênh có thể phân phối các thể tích 1-5ml và 100–1000µl có hệ thống khóa

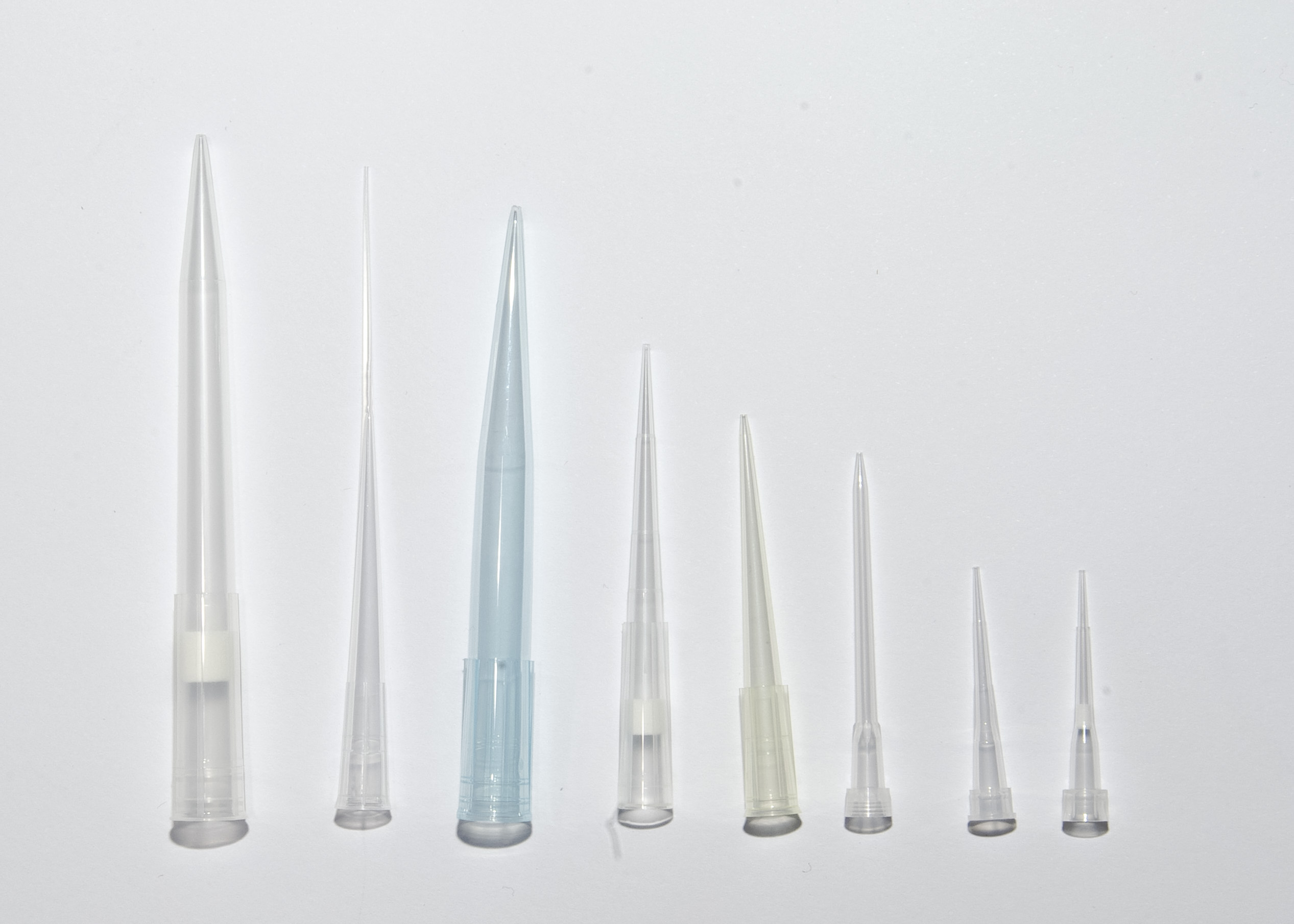
Các dạng đầu tip pipet

Micropipet xả hết bằng không khí là loại micropipet bán tự động có thể phân phối thể tích từ 0,1 µl to 1000 µl (1 ml). Loại pipet này cần có đầu tip dùng một lần, bộ phận này tiếp xúc với chất lỏng. Có bốn cỡ micropipet chuẩn tương ứng với bốn màu của đầu tip dùng một lần:
| Loại pipet | Thể tích (μL) | Màu của đầu tip |
| ---------- | ------------- | --------------- |
| P10        | 0.5 – 10      | trắng           |
| P20        | 2–20          | vàng            |
| P200       | 20–200        | vàng            |
| P1000      | 200–1000      | lam             |

Loại pipet này hoạt động bằng cơ cấu xả piston. Độ chân không được tạo ra bằng hành trình của piston bằng kim loại hoặc gốm với ống lót xylanh làm kín.
Các nhãn hiệu micropipet bao gồm Gilson, ErgoOne, Eppendorf, Hamilton, Rainin, Drummond, BrandTech, Oxford, Hirschmann, Biohit, Labnet, Nichiryo, Socorex, Corning, VistaLab, Thermo, Jencons, Vertex, Handypett, Microlit và Pricisexx.
Các dạng pipet xả hết bao gồm:
- cố định hoặc điều chỉnh được thể tích
- volume handled
- đơn kênh, đa kênh hoặc repeater
- đầu tip hình côn hoặc hình trụ
- loại chuẩn hoặc loại có khóa
- thủ công hoặc điện tử

### Pipet xả hết áp suất dương
Loại pipet này tương tự pipet xả hết dùng không khí, nhưng ít phổ biến hơn, được dùng để tránh nhiễm bẩn chéo và dùng để lấy các thể tích nhỏ chất lỏng dễ bay hơi hoặc có độ nhớt cao như DNA. Pipet xả hết dương có đầu tip dùng một lần là microsyranh bằng nhựa, là cơ cấu piston giúp xả chất lỏng trực tiếp.

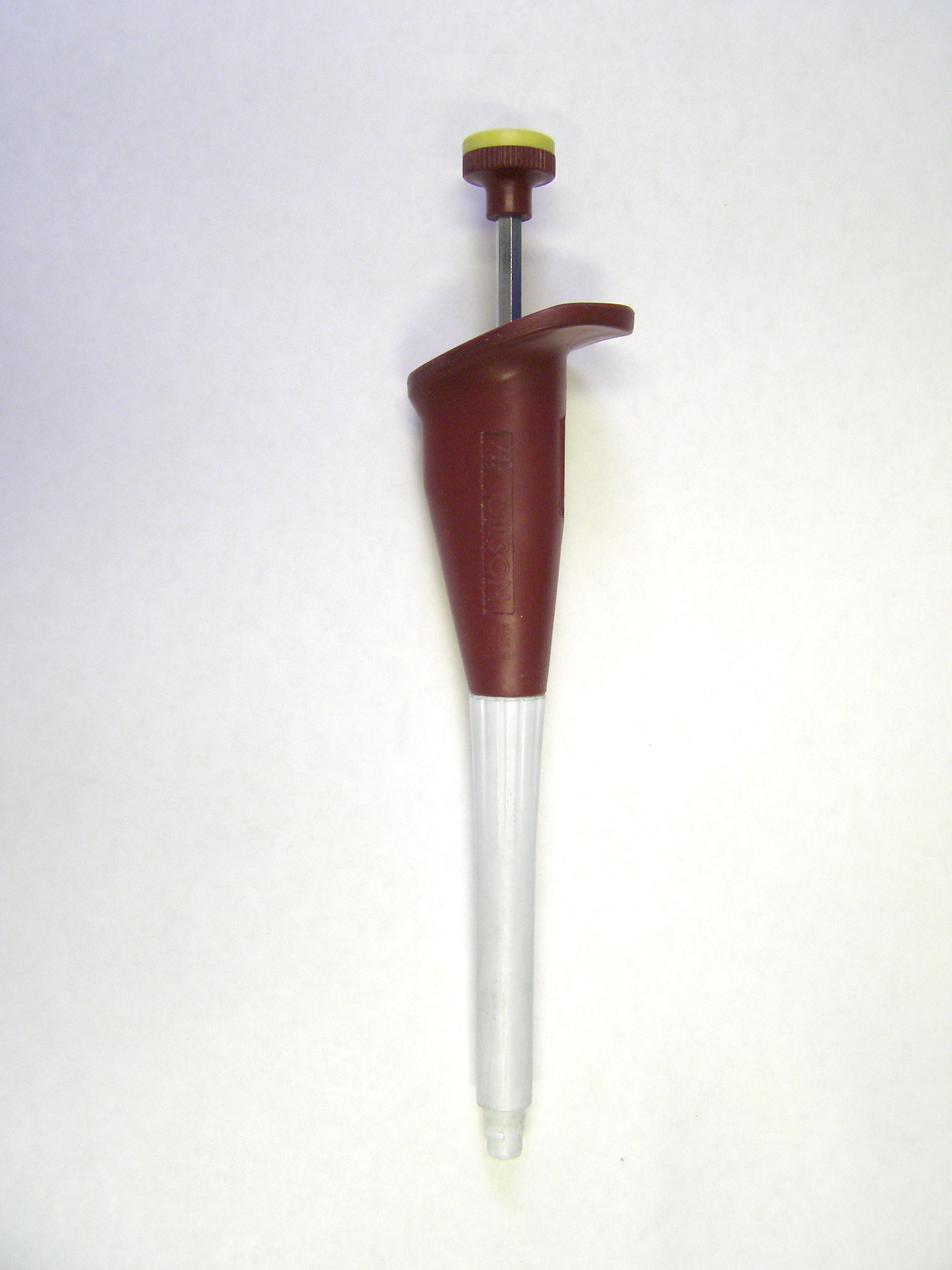
Pipet xả hết áp suất dương
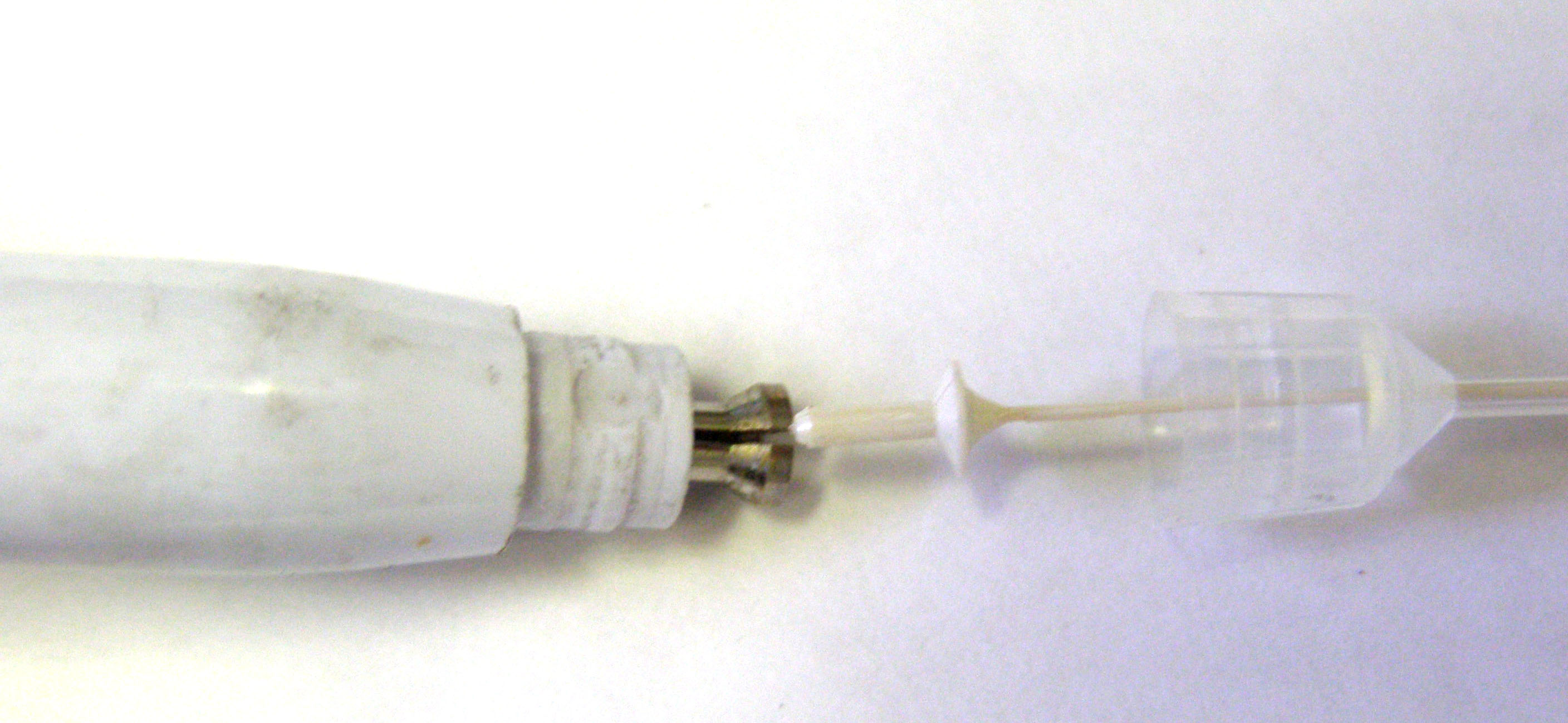
The chuck which will be used to move the plunger
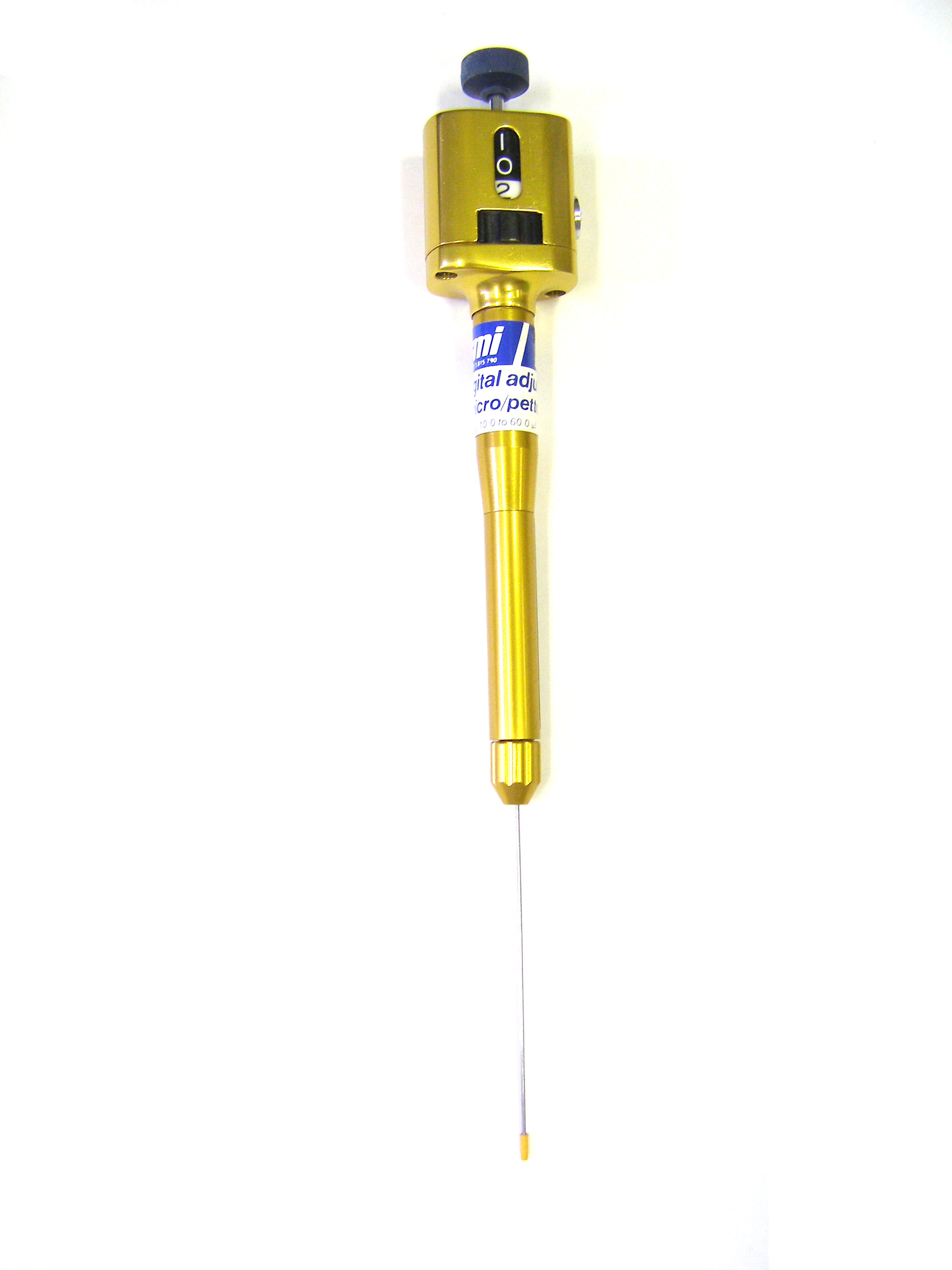
An early pipette

### Pipet định mức

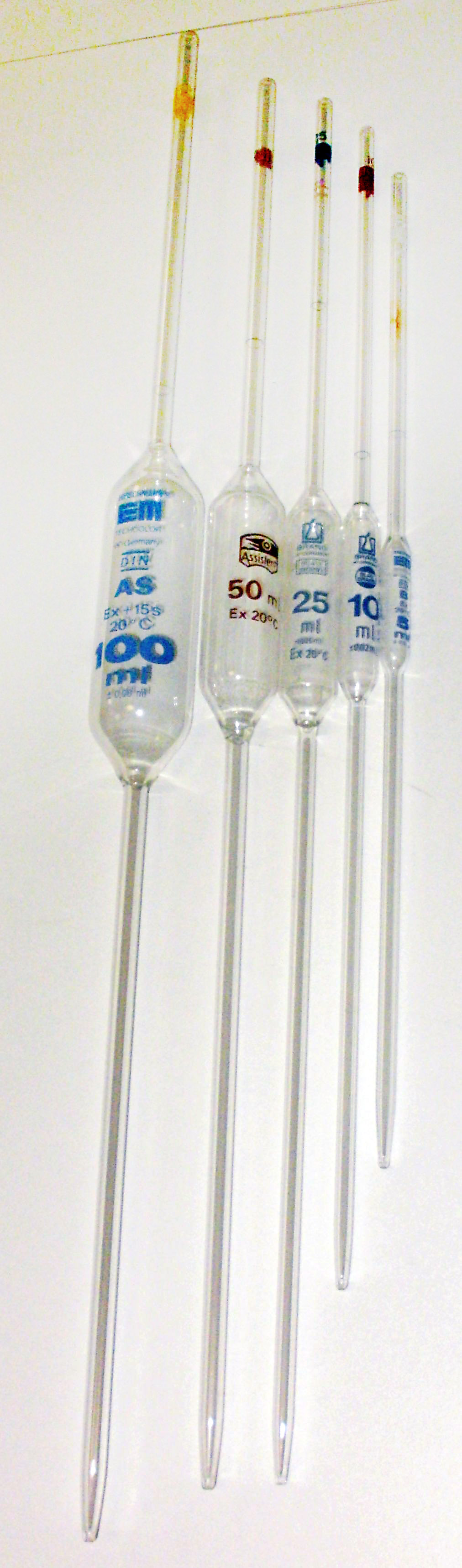
Một số loại pipet định mức.

Pipet định mức hay pipet ruột bầu có thể phân phối một thể tích dung dịch với độ chính xác cao (đến bốn chữ số có nghĩa). Loại pipet này có bầu lớn và thôn mỏng, dài, có một vạch mức được hiệu chuẩn cho thể tích đơn. Các thể tích điển hình là 10, 25 và 50 mL. Pipet định mức thường đượ dùng để chuẩn bị các dung dịch trong phòng thí nghiệm từ dung dịch gốc, ví dụ chuẩn bị các dung dịch dùng trong phép chuẩn độ.

### Pipet chia vạch
Pipet chia vạch hay Pipet chia độ là ống dài có dãy vạch mức với các thể tích khác nhau đã hiệu chuẩn. Loại pipet này cần nguồn chân không. Ban đầu, người ta phải dùng miệng để hút. Một số loại pipet có hai bầu nằm giữa miệng hút và vạch mức dung dịch để đảm bảo an toàn cho người dùng.

A person pipetting by mouth, now considered an unsafe practice
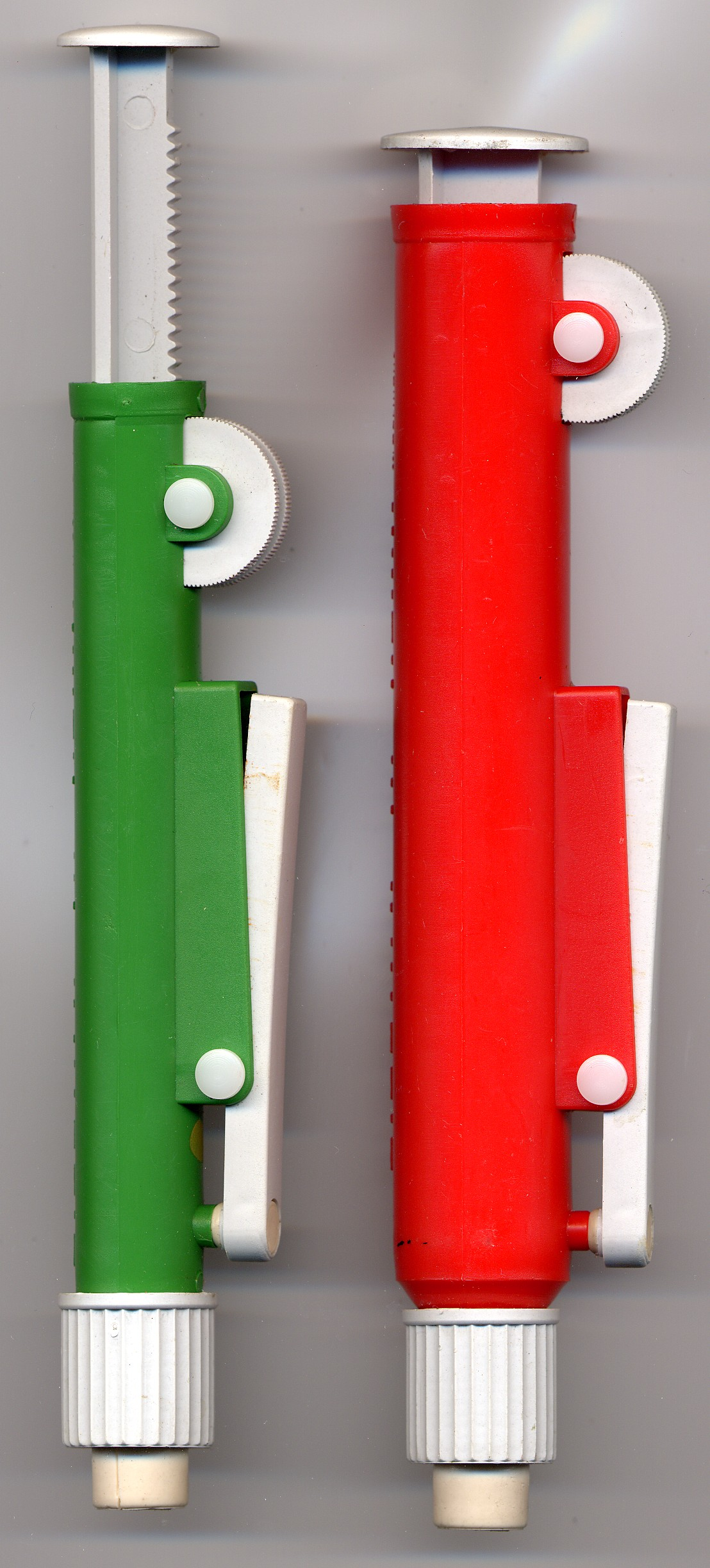
A manual propipetter adjusted by turning the wheel with the thumb
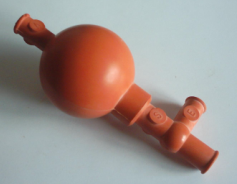
A manual propipetter adjusted by squeezing the bulb
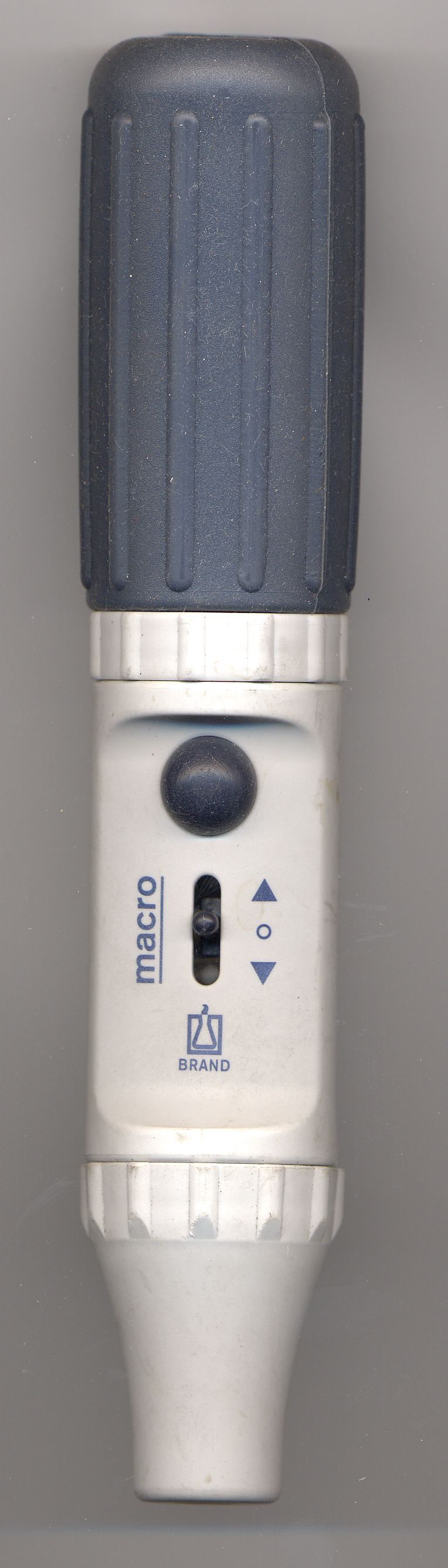
An automatic propipetter adjusted by pressing the button and toggling the switch
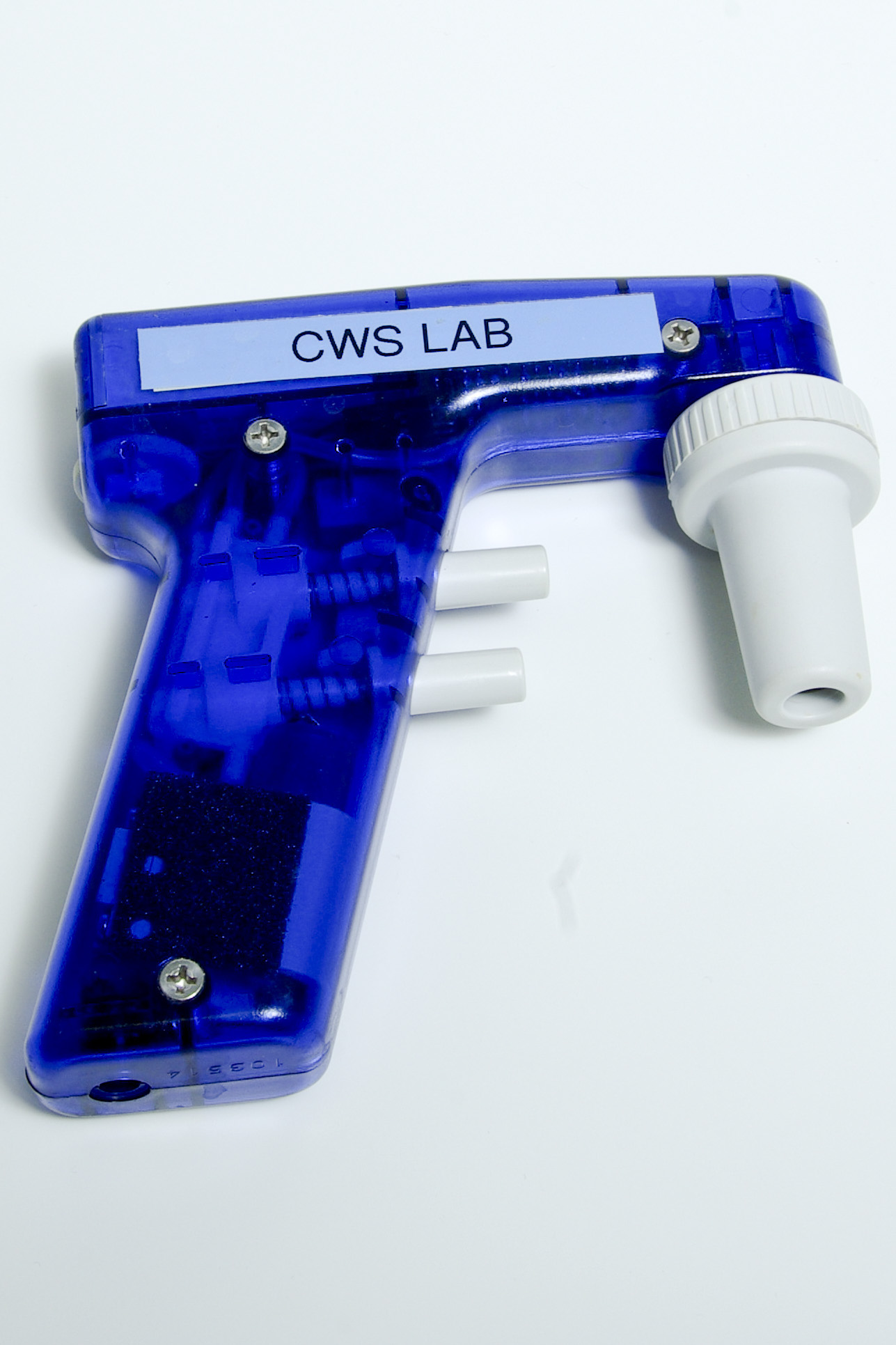
An automatic propipetter adjusted by pulling and releasing the triggers

### Pipet Pasteur

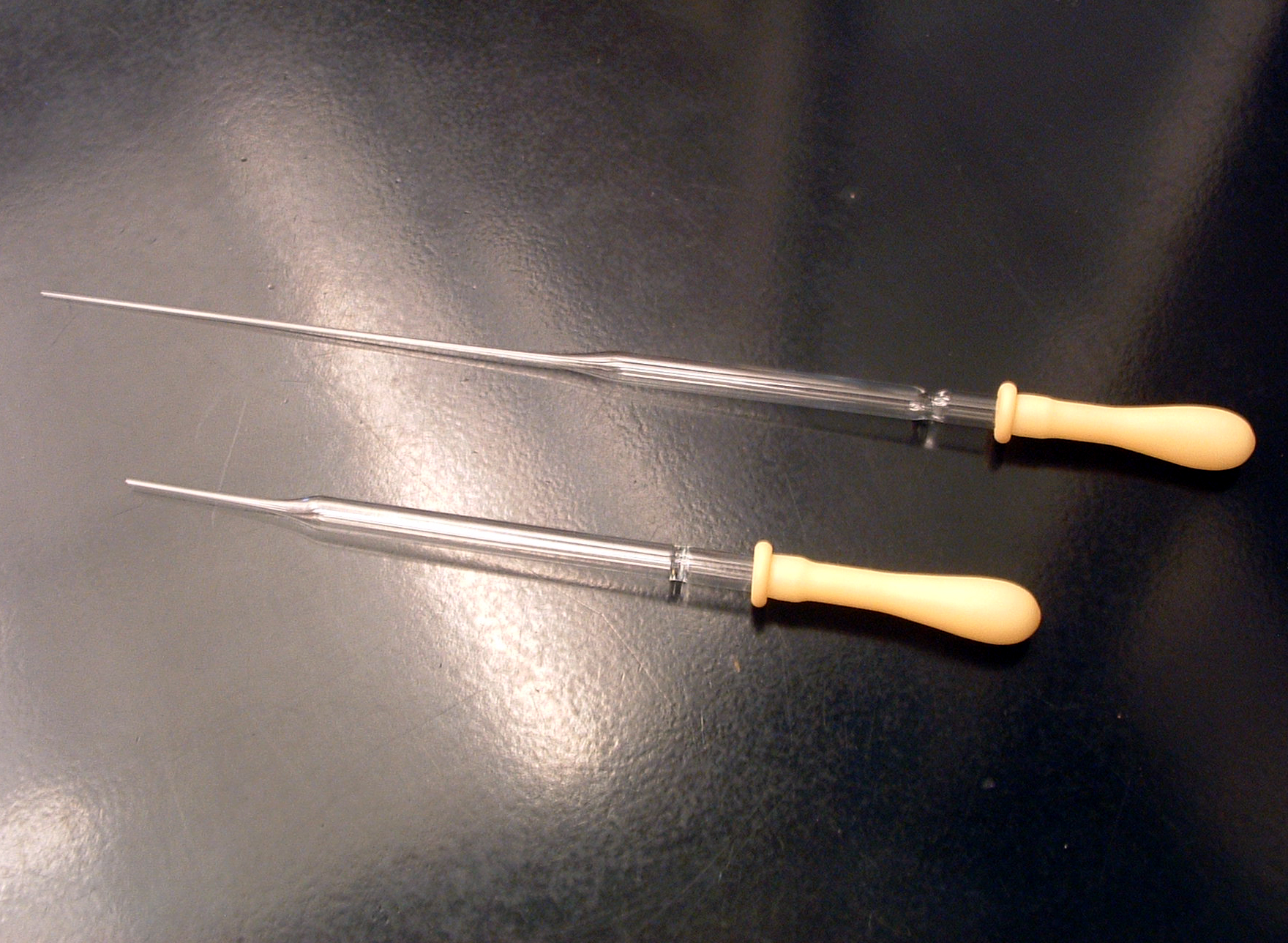
Pipet Pasteur cùng với bầu hút bằng cao su.

Pipet Pasteur là loại pipet bằng nhựa hoặc thủy tinh dùng để chuyển các lượng nhỏ chất lỏng, không chia vạch hoặc chuẩn độ theo thể tích cụ thể. Bầu pipet tách rời thân. Loại này còn gọi là pipet nhỏ giọt.

### Pipet hút

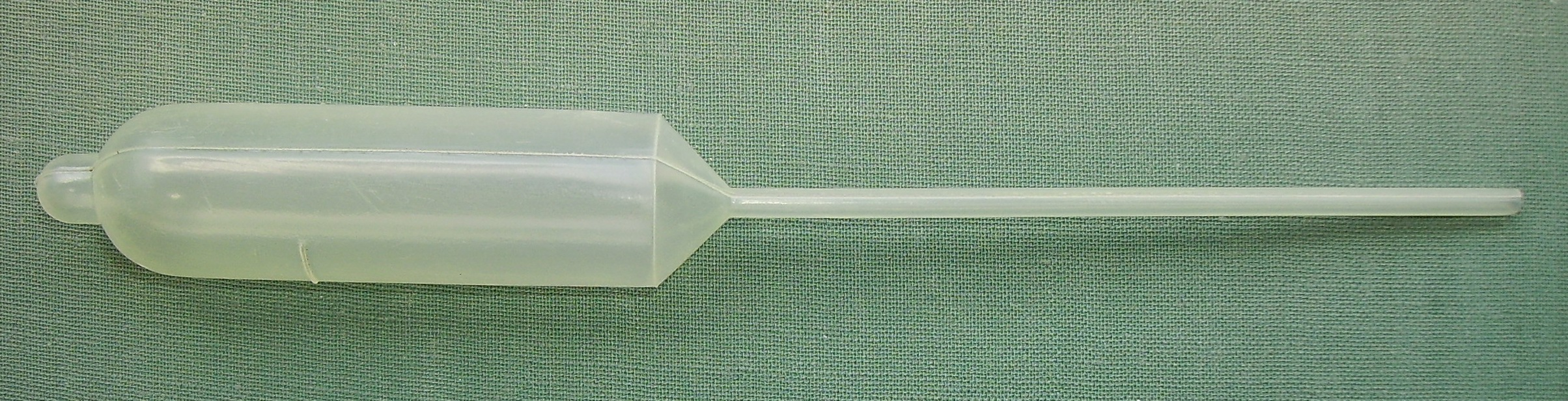
Một chiếc pipet hút

Pipet hút hay pipet chuyển thể tích có có cấu trúc tương tự pipet Pasteur nhưng là dụng cụ bằng nhựa có bầu liền với thân.